# George Averoff
George M. Averoff (Métsovo, 15 de agosto de 1815 – 15 de julho de 1899) foi um empresário grego e filantropo de origem aromena.
Georgios Averof (em grego: Γεώργιος Αβέρωφ) nasceu na região do Epiro (à época parte do Império Otomano, atual Grécia) numa família de aromenos, Averoff mudou-se para Alexandria, Egito, enquanto ainda jovem. Ele era conhecido pela maior parte da sua vida, fundando numerosas escolas, tanto no Egito e na Grécia.
Como um benfeitor, ele contribuiu com fundos para a restauração do Estádio Panathenaic em prontidão para os Jogos Olímpicos de Verão de 1896. Isso ele fez, a pedido do príncipe Constantino. O estádio foi remodelado em 1895, segundo a sua renovação, no século XIX, usando mármore branco de Monte Penteli, nos termos do pedido de Averoff. O custo foi inicialmente estimado em 580.000 dracmas para finalmente chegou a 920.000.
Também serviu como um membro do comitê de recepção para os concorrentes estrangeiros nos Jogos. Em gratidão por sua contribuição, uma estátua de Averoff foi encomendado e colocado em frente ao estádio. Ele continua lá até hoje. Além disso, um cruzador grego, o carro-chefe da Marinha grega, foi nomeado após ele.